# Die Presse

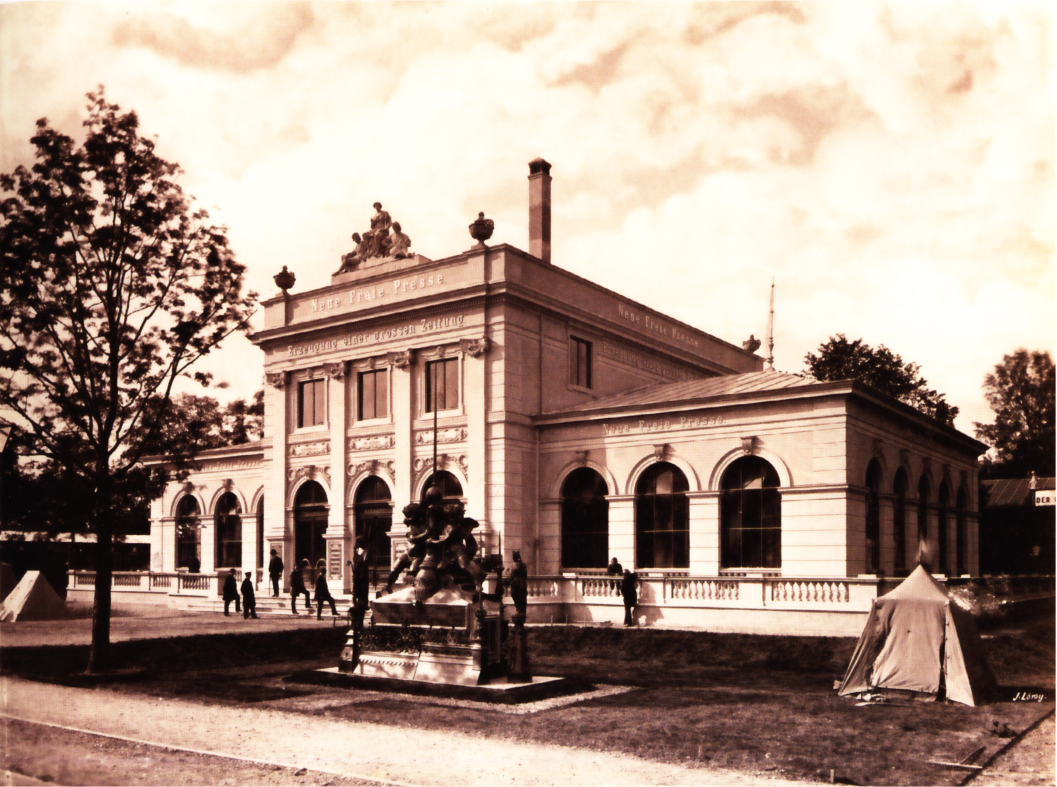
Pabellón del Neue Freie Presse en la exposición internacional de 1873 en Viena.

Die Presse ("La Prensa ") es un periódico de gran formato en alemán considerado de corte liberal, con sede en Viena, Austria.

## Historia

Cabecera del Die Presse.

Fundado por Adolf Werthner junto con los periodistas Max Friedlander y Michael Etienne en torno al 1 de septiembre de 1864, Werthner fue presidente de Oesterreichischen Journal-Aktien-Gesellschaft, la empresa editora del periódico. 
Entre los años 1891 y 1896 tuvo como corresponsal en París a Theodor Herzl, el fundador del sionismo político. Otro personaje afamado en sus filas fue el crítico musical Julius Korngold, padre del compositor Erich Wolfgang Korngold.
Se publicó hasta 1938, año en que fue expropiado por los nazis. Después de la II Guerra Mundial, se refundaría con el nombre de Die Presse.